# Eumedonia sundalensis
Eumedonia sundalensis är en fjärilsart som beskrevs av Opheim 1945. Eumedonia sundalensis ingår i släktet Eumedonia och familjen juvelvingar. Inga underarter finns listade i Catalogue of Life.